# Līvāni
Līvāni er en by i det sydlige Letland med et indbyggertal på 8208 (2016) . Byen ligger i Preiļis distrikt, ved bredden af floden Daugava.